# (11484) Daudet
(11484) Daudet est un astéroïde de la ceinture principale.

## Description
(11484) Daudet est un astéroïde de la ceinture principale. Il fut découvert par Eric Walter Elst le 17 février 1988 à l'ESO. Il présente une orbite caractérisée par un demi-grand axe de 2,67 UA, une excentricité de 0,067 et une inclinaison de 2,95° par rapport à l'écliptique.
Il fut nommé en hommage à Alphonse Daudet (1840-1897), écrivain français.

## Compléments